# Estación Pirguita
Pirquita es una estación ferroviaria ubicada en la localidad del mismo nombre, Departamento La Paz, Provincia de Mendoza, República Argentina.

## Servicios
No presta servicios de pasajeros. Por sus vías corren trenes de carga de la empresa estatal Trenes Argentinos Cargas.

## Historia
En el año 1910 fue inaugurada la Estación, por parte del Ferrocarril Buenos Aires al Pacífico, en el ramal de Justo Daract a La Paz.